# Международный Стамбульский джазовый фестиваль
Международный Стамбульский джазовый фестиваль (тур. İstanbul Caz Festivali) — традиционный двухнедельный фестиваль джаза, проводящийся в июнь-июле в Стамбуле. Одной из главных задач фестиваля является способствование «обмену вдохновением» между артистами.

## История
История Стамбульского фестиваля началась в 1973 году. Тогда помимо классической и народной музыки, он включал в себя джаз, драматические спектакли и кинофильмы. В 1984 году в Стамбуле состоялся концерт Чика Кориа и Стива Куялы, после которого ежегодно давали концерты Орнетт Коулман, Майлз Дэвис, Modern Jazz Quartet, Диззи Гиллеспи и Стэн Гетц.
В 1994 году состоялся первый Стамбульский джазовый фестиваль, после чего он стал ежегодным. Организатором фестиваля является Стамбульский Фонд Культуры и Искусства
В программу фестиваля входят концерты симфонической и камерной музыки, опера, классический балет, современный танец и традиционная турецкая музыка. Концерты проводятся в различных исторических местах Стамбула, таких как Музей Айя Айрен, Археологические музеи Стамбула, Особняк Эсмы Султана, а также открытые площадки и дворы знаменитых зданий вокруг города.
С 2003 года на международном джазовом фестивале проводится серия концертов «Молодой джаз».

### Фестивали
2 июля 2008 года стартовал 15-й джазовый фестиваль в Стамбуле.
В 2017 году с 27 июня по 15 июля состоялся 24-й джазовый фестиваль.
В 2018 году, 26 июня стартовал 25-й джазовый фестиваль. В рамках фестиваля были организованы серия концертов «Джаз в парках», музыкально-развлекательные мероприятия «Ночная прогулка» и «День для детей».
В 2019 году фестиваль состоялся с 29 июня по 18 июля, 300 местных и иностранных музыкантов, увесистый плейлист и 27 различных площадок города. В рамках фестиваля по традиции пройдет два бесплатных концерта под открытым небом.